# Провинсиал Осорно
Провинсиал Осорно (на испански: Provincial Osorno) е чилийски футболен отбор от Осорно, регион Лас Лагос. Основан е на 5 юни 1983 г. Най-големите му успехи са трите титли на втора дивизия през 1990, 1992 и 2007, както и спечелването на финала на квалификационния турнир за Копа Судамерикана през 2003 г. В предварителния кръг на Копа Судамерикана обаче губи от Универсидад Католика. През 2012 г. клубът изпада в тежка финансова криза и бива изключен от първенството на втора дивизия. На 3 декември 2012 г. клубът е основан наново и започва начисто от аматьорските дивизии на Осорно.

## Футболисти

### Известни бивши футболисти
- Вашингтон Оливера
- Даниел Морон
- Естебан Валенсия
- Марио Нунес
- Франсиско Андрес Силва Гахардо
- Хосе Луис Диас

## Успехи
- Примера Б:
  - Шампион (3): 1990, 1992, 2007
- Кампеонато Апертура де ла Сегунда Дивисион:
  - Вицешампион (1): 1985/1986

## Рекорди
- Най-голяма победа: 10:0 срещу Депортес Линарес, Примера Б, 1990 г.
- Най-голяма загуба: 8:1 срещу Кобресал, Примера Дивисион, 1991 г.
- Най-предно класиране в Примера Дивисион: 6-о място 1996 г.
- Най-много мачове в Примера Дивисион: Виктор Монхе – 160
- Най-много голове във всички турнири: Хавиер Грандоли – 53